# Il Dio dei nostri padri: il grande romanzo della Bibbia
Il Dio dei nostri padri: il grande romanzo della Bibbia è un saggio dell'autore italiano Aldo Cazzullo del 2024. Divenuto un best seller , il libro è stato anche il più venduto, nel 2024, in Italia.

## Storia editoriale
L'autore ha dichiarato di aver pensato alla realizzazione di quest'opera a seguito della morte del padre e di come, in tale periodo, abbia trovato un sostegno morale nella lettura della Bibbia.

## Contenuto
L'opera si sofferma su alcuni libri della Bibbia, tutti dell'Antico Testamento, che l'autore sintetizza e commenta.

## Edizioni
- Il Dio dei nostri padri: il grande romanzo della Bibbia, Milano, HarperCollins Italia, 2024, ISBN 9791259853745, OCLC 1458108024.